# إيفباتوريا
إيفباتوريا أو إيوباتوريا (بالأوكرانية: Євпато́рія، وبالروسية: Евпато́рия) أو كوزلوه (بالتترية القرمية: Kezlev) هي مدينة ذات أهمية إقليمية في شبه جزيرة القرم المتنازع عليها منذ استفتاء مارس 2014 بين أوكرانيا (التي تسميها جمهورية القرم ذاتية الحكم) وروسيا (التي تسميها جمهورية القرم). يبلغ عدد سكان إيفباتوريا (حسب تقديرات سنة 2013) 106877 نسمة.
تشهد المنطقة منذ أوائل 2014م أزمة سياسية بعدما قامت القوات المسلحة الروسية ببسط سيطرتها على شبه الجزيرة، واجرت استفتاء من بعده ضمت شبه الجزيرة إلى قوام روسيا الاتحادية والذي اعتبرته اوكرانيا ومعها المجتمع الدولي احتلال وتعدي على سيادة اوكرانيا ووحدة اراضيها.

## المناخ
يظهر الجدول التالي التغييرات المناخية على مدار السنة لإيفباتوريا:
| البيانات المناخية لـإيفباتوريا    | البيانات المناخية لـإيفباتوريا | البيانات المناخية لـإيفباتوريا | البيانات المناخية لـإيفباتوريا | البيانات المناخية لـإيفباتوريا | البيانات المناخية لـإيفباتوريا | البيانات المناخية لـإيفباتوريا | البيانات المناخية لـإيفباتوريا | البيانات المناخية لـإيفباتوريا | البيانات المناخية لـإيفباتوريا | البيانات المناخية لـإيفباتوريا | البيانات المناخية لـإيفباتوريا | البيانات المناخية لـإيفباتوريا | البيانات المناخية لـإيفباتوريا |
| الشهر                             | يناير                          | فبراير                         | مارس                           | أبريل                          | مايو                           | يونيو                          | يوليو                          | أغسطس                          | سبتمبر                         | أكتوبر                         | نوفمبر                         | ديسمبر                         | المعدل السنوي                  |
| --------------------------------- | ------------------------------ | ------------------------------ | ------------------------------ | ------------------------------ | ------------------------------ | ------------------------------ | ------------------------------ | ------------------------------ | ------------------------------ | ------------------------------ | ------------------------------ | ------------------------------ | ------------------------------ |
| متوسط درجة الحرارة الكبرى °م (°ف) | 4.5 (40.1)                     | 5.4 (41.7)                     | 8.6 (47.5)                     | 15.7 (60.3)                    | 21.0 (69.8)                    | 25.4 (77.7)                    | 28.1 (82.6)                    | 27.7 (81.9)                    | 23.1 (73.6)                    | 17.1 (62.8)                    | 11.3 (52.3)                    | 7.1 (44.8)                     | 16.3 (61.3)                    |
| المتوسط اليومي °م (°ف)            | 1.1 (34.0)                     | 1.9 (35.4)                     | 4.5 (40.1)                     | 10.8 (51.4)                    | 15.8 (60.4)                    | 20.1 (68.2)                    | 22.6 (72.7)                    | 22.1 (71.8)                    | 17.7 (63.9)                    | 12.3 (54.1)                    | 7.6 (45.7)                     | 3.8 (38.8)                     | 11.7 (53.1)                    |
| متوسط درجة الحرارة الصغرى °م (°ف) | −2.2 (28.0)                    | −1.5 (29.3)                    | 0.5 (32.9)                     | 5.9 (42.6)                     | 10.7 (51.3)                    | 14.8 (58.6)                    | 17.1 (62.8)                    | 16.5 (61.7)                    | 12.3 (54.1)                    | 7.5 (45.5)                     | 3.9 (39.0)                     | 0.6 (33.1)                     | 7.2 (45.0)                     |
| الهطول مم (إنش)                   | 36 (1.4)                       | 31 (1.2)                       | 29 (1.1)                       | 30 (1.2)                       | 29 (1.1)                       | 43 (1.7)                       | 40 (1.6)                       | 33 (1.3)                       | 40 (1.6)                       | 31 (1.2)                       | 35 (1.4)                       | 44 (1.7)                       | 421 (16.6)                     |
| المصدر: Climate Data.org          |                                |                                |                                |                                |                                |                                |                                |                                |                                |                                |                                |                                |                                |

## من معالم المدينة
- مسجد خان جامعي

## توأمة
لإيفباتوريا اتفاقيات توأمة مع كل من:
- لودفيغسبورغ
- بيلغورود
- فولوغدا (28 مايو 2014 - )

## أعلام
- جورج جوفي
- الكسندر دافيدوف
- لودميلا أليكسيفا
- ألكسندر ديميترينكو

## مقالات ذات صلة
- جمهورية القرم ذاتية الحكم
- جمهورية القرم
- ضم الاتحاد الروسي للقرم
- التدخل العسكري الروسي في أوكرانيا
- أوبلاستات أوكرانيا